# Окинино (Лысковский район)
Оки́нино — село в Лысковском районе Нижегородской области. Входит в состав Кисловского сельсовета.

## География
Село расположено на правобережье Волги, на правом берегу реки Китмар, в 3 км от её устья. Нижний Новгород находится в 80 км западнее села.

## История
С конца 1920-х до начала 1950-х годов в Окинино действовал колхоз «Новая Жизнь».
В селе родился Герой Советского Союза Леонид Хомяков.

## Население
| 2002 | 2010 |
| ---- | ---- |
| 43   | ↘35  |

## Инфраструктура
В селе имеются тракторная мастерская, Окининская молочно-товарная ферма, магазин, таксофон.
В Окинино около 90 домов. Улицы села: Венецкая, Верхняя, Нижняя, Средняя.
В селе находится культовый объект, отнесенный к объектам историко-культурного наследия и к памятникам градостроительства и архитектуры — Крестовоздвиженская церковь 1854 года. В 2020 году массивная колокольня церкви была демонтирована и сожжена представителями Лысковской епархии.